# 韋巴湖
54°42′49″N 17°24′32″E / 54.71361°N 17.40889°E

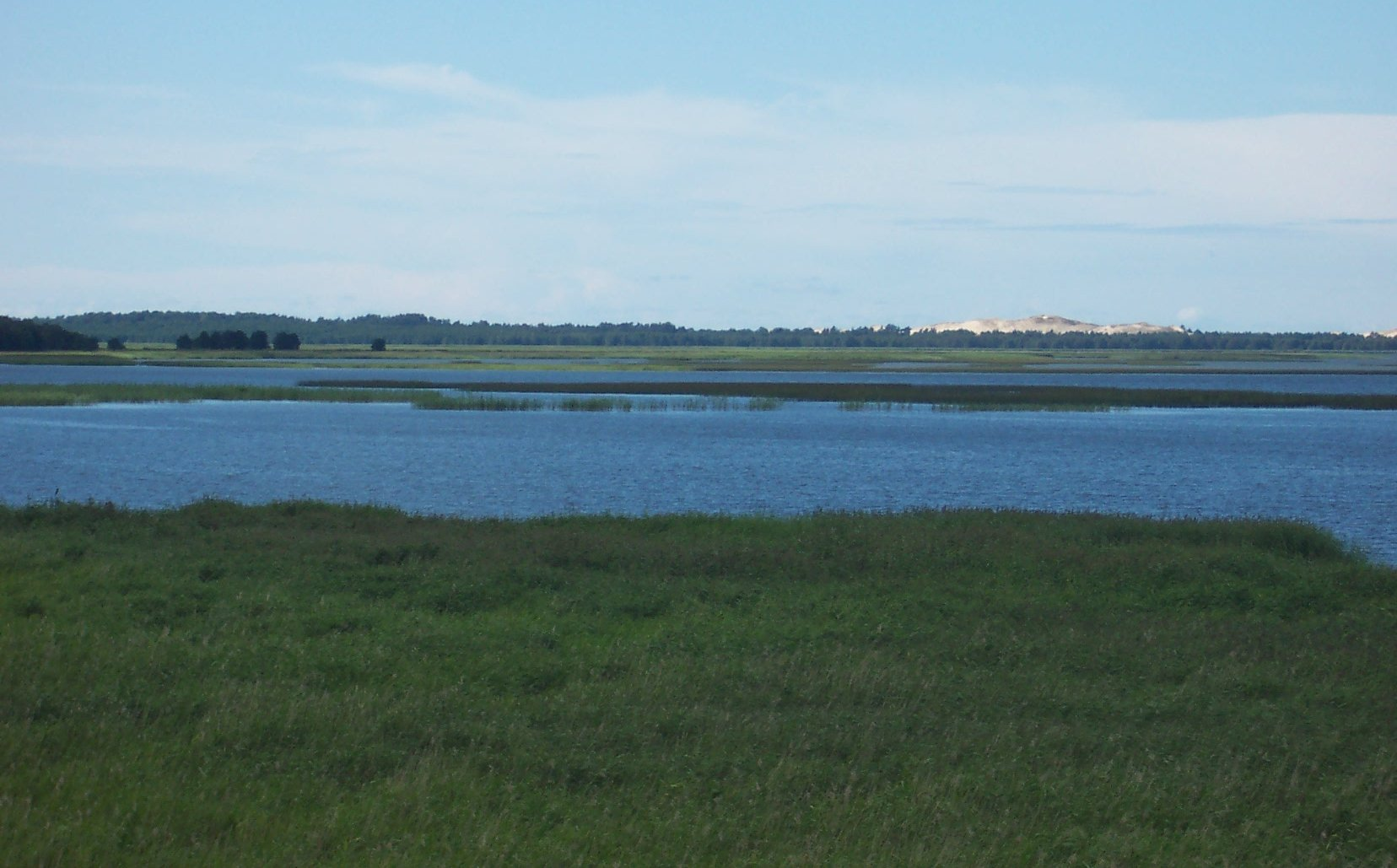

韋巴湖是波蘭的湖泊，位於該國北部濱海省韋巴附近，長16.4公里、寬7.6公里，面積71.42平方公里，海拔高度0.3米，平均水深2.5米，最大水深6.3米。